# Kazuki Yamaguchi (fodboldspiller, født 1986)
 For alternative betydninger, se Kazuki Yamaguchi. (Se også artikler, som begynder med Kazuki Yamaguchi)
Kazuki Yamaguchi (født 7. oktober 1986) er en tidligere japansk fodboldspiller.
Han har spillet for flere forskellige klubber i sin karriere, herunder Avispa Fukuoka.